# Élevé
 Élevé was een restaurant in Leeuwarden, Nederland. Het restaurant heeft van 2014 tot 2018 een Michelinster gehad.
GaultMillau kende het restaurant in 2016 15 van de 20 punten toe.
Het restaurant werd op 27 september 2013 geopend en bevindt zich op de 11de etage van het WestCord WTC Hotel Leeuwarden. Chef-kok in de tijd van de Michelinster was Gilbert van der Heide.
Het restaurant was oorspronkelijk gevestigd in Rijperkerk onder de naam Frouckje State. Het restaurant verhuisde naar Leeuwarden, waar het op de 11de etage van het WestCord Hotel de plaats innam van restaurant Fosk. Na de verhuizing behield het restaurant zijn Michelinster. Het zou het hoogste restaurant van Friesland zijn.
Na het verlies van de ster is het restaurant van koers veranderd en opereert het op een lager culinair niveau als "Restaurant élevé".